# Paspalidium
Paspalidium là một chi thực vật có hoa trong họ Hòa thảo (Poaceae).

## Loài
Chi Paspalidium gồm các loài: